# Puccinia thwaitesii
Puccinia thwaitesii är en svampart som beskrevs av Berk. 1873. Puccinia thwaitesii ingår i släktet Puccinia och familjen Pucciniaceae.   Inga underarter finns listade i Catalogue of Life.